# 犢橋村
犢橋村（こてはしむら）は、かつて千葉県千葉郡に存在した村である。旧村の名をそのまま村名としているため、千葉市花見川区の地名として現存している。

## 歴史

### 沿革
- 南北朝時代 - 花嶋の地名が見られる。
- 室町時代 - コテハシの地名が見られる。
- 江戸時代 - 以下の8村が成立。宇那谷村は印旛郡。幕府領の設置は天明年間の印旛沼掘割工事によるもの。
  - 犢橋村 - 幕府・旗本小栗氏の相給、与力給知→幕府・旗本吉田氏・小栗氏の相給、与力給知、神照寺除地。
  - 花島村 - 旗本遠山氏領→幕府・旗本遠山氏の相給。
  - 柏井村 - 旗本上杉氏領→幕府・旗本上杉氏の相給。
  - 北柏井村 - 旗本小栗氏領→幕府・旗本小栗氏の相給。
  - 横戸村 - 小金原の一部。旗本石尾氏領→幕府・旗本石尾氏の相給。
  - 長沼新田 - 幕府領。
  - 小深新田（こぶけしんでん） - 幕府領。
  - 宇那谷村 - 旗本石河氏領→佐倉藩領。
- 1868年（明治元年）
  - 北柏井村が柏井村に編入。
  - 8月8日 - 宇那谷村を除く7村が下総知県事の管轄となる。
- 1869年（明治2年）1月13日 - 下総知県事が葛飾県となる。
- 1871年（明治4年）
  - 7月14日 - 佐倉藩が佐倉県となり、宇那谷村が佐倉県の管轄となる。
  - 11月13日 - 葛飾県、佐倉県が印旛県に統合。8村が印旛県の管轄となる。
- 1873年（明治6年）6月15日 - 印旛県が木更津県に統合して千葉県が発足。8村が千葉県の管轄となる。
- 1889年（明治22年）4月1日 - 町村制の施行により、千葉郡犢橋村、花島村、柏井村、横戸村、長沼新田、小深新田、印旛郡宇那谷村および千葉郡六方野原が合併して発足。長沼新田、小深新田が大字長沼、小深となったほか、13の行政区が発足。村役場は長沼区字屋敷に置かれる。
- 1951年（昭和26年） - 小深、長沼の各一部を千葉市源町に編入。
- 1952年（昭和27年） - 旧陸軍下志津演習場の一部より大字山王が、同演習場のうち通称六方野の一部より大字六方が、三角原の一部より大字三角、千種、長沼原が起立。
- 1954年（昭和29年）
  - 1月 - 大字六方の一部が印旛郡千代田町に編入。大字鹿放ヶ丘（ろっぽうがおか）となる。
  - 7月1日 - 千葉市に編入。同日犢橋村廃止。犢橋市民センターを設置。
- 1992年（平成4年）4月1日 - 千葉市が政令指定都市に移行し、旧村域が花見川区、稲毛区となる。花見川区域は現在でも犢橋市民センターが管轄する。

### 千葉市への編入の経緯
津田沼町を中心とした「大習志野市構想」への参加を打診され、津田沼町、幕張町と合併協議会を設置したが断念。同構想の頓挫の一因となった（詳細は習志野#習志野市の成立を参照）。ただし、現在でも京成電鉄本線の沿線として習志野市（旧・津田沼町）と市街地が連続しており、千葉市花見川区の総武本線沿線とのつながりは薄い。

## 教育
- 犢橋村立犢橋小学校（現・千葉市立犢橋小学校）
  - 同宇那谷分校（現・千葉市立横戸小学校）
  - 同小深分校（現・千葉市立山王小学校）
- 犢橋村立犢橋中学校（現・千葉市立犢橋中学校）

## 現在の町名
千葉市花見川区
- 住居表示実施地区：柏井、こてはし台、横戸台、花見川（一部）、さつきが丘（一部）
- 住居表示未実施地区：犢橋町、花島町、柏井町、横戸町、宇那谷町、三角町、千種町、内山町

千葉市稲毛区
- 住居表示実施地区：柏台（一部）
- 住居表示未実施地区：長沼町、小深町、山王町、六方町、長沼原町